# Sinfonia n.º 8 (Beethoven)
A Sinfonia n.° 8, Em Fá Maior, Opus 93 foi escrita por Ludwig van Beethoven no ano de 1812. Frequentemente, Beethoven referia-se a essa sinfonia como "minha pequena sinfonia em fá maior", diferenciando-a de sua Sinfonia n.° 6 ("Pastoral"), escrita na mesma tonalidade. Assim como várias outras obras de Beethoven, como as sonatas para piano Opus 27, a oitava sinfonia desvia-se da tradição clássica, deixando o último movimento o mais intenso da obra. Possui passagens alegres e altas, com muitas notas acentuadas. Várias passagens da sinfonia são entendidas por alguns como piadas musicais. 